# Christina Stead
Christina Stead (17 iulie 1902, Rockdale, Sydney, Australia—31 martie 1983, Sydney) a fost o scriitoare australiană. A scris 15 romane și câteva volume de nuvele.
La începutul anilor 1940 a lucrat ca scenarist pentru MGM. Prima sa lucrare publicată a fost o colecție de povestiri scurte, Povești de Salzburg (The Salzburg Tales, 1934). A rămas cunoscută prin romanul său Bărbatul care iubea copiii (The Man Who Loved Children, 1940).